# Taishi Matsumoto
Taishi Matsumoto (松本 泰志 Matsumoto Taishi?), född 22 augusti 1998 i Saitama prefektur, är en japansk fotbollsspelare.
I juni 2019 blev han uttagen i Japans trupp till Copa América 2019.